# Jacques Kober
Jacques Kober, né le 27 mars 1921 à Courville-sur-Eure (Eure-et-Loir) et mort le 19 janvier 2015 à Drap, est un essayiste, poète et directeur de publication français.

## Biographie
Jacques Kober arrivé à Aix-en-Provence en 1932 où il sera étudiant en licence de lettres.
En 1944 il rencontre d’Aimé Maeght avec qui il crée les éditions Pierre à Feu, publication où des peintres illustrent les textes inédits d’écrivains. Après l'ouverture de la Galerie Maeght à Paris (au 13, rue de Téhéran) en octobre 1945, il sera responsable de plusieurs expositions, des éditions de luxe et notamment de la revue Derrière le miroir.
En 1947, il participe à l’organisation de l’Exposition internationale du surréalisme à la galerie Maeght. À cette occasion il rencontre André Breton et se rapproche du surréalisme. Il participe à la revue de Christian Dotremont Les Deux Sœurs.
C'est en 1948 que Kober adhère au Parti communiste français et au Centre national des écrivains. Il participe aussi à l’unique numéro de Le Surréalisme révolutionnaire. En 1949 il quitte la galerie Maeght et entreprend, avec les peintres Jean Signovert et Pierre Golendorf, la création des éditions Réclame Paris.
En 1951 il met un terme à son activité d'éditeur et entre dans l’Éducation nationale comme professeur de lettres.
Au printemps 1956, il démissionne du Parti communiste français, plonge dans un long silence littéraire qui durera plus de vingt ans et rejoint l’arrière-pays niçois.
En 1975 Jacques Kober effectue un voyage coup de foudre et décisif en Inde. Par la suite il fait la rencontre en 1977 du poète et éditeur Jean Breton, qui publie son recueil Divination d'une barque, Fenêtre vous êtes entrée (1982), Un Puits nommé plongeon (1984) et Volatil embonpoint de la mer (1988).
Au début des années 1990, Jacques Kober se rapproche de Paul Sanda et des éditions Rafael de Surtis, qui vont, jusqu'en 2003, publier le principal de sa production : La Disparition Fellini (1997), Changer d’éternité (2000), Connemara Black (2003), la réédition de 1998 de Jasmin tu es matelot.
Après 2003, Jacques Kober ne publiera que des livres à tirage limité.
Il meurt à Drap le 19 janvier 2015.

## Publications
- Le Bal public (ill. Serge Rezvani), Paris, R et R Piault éditions, 1945, 8 p. (BNF 32314785)
- Le Vent des épines (ill. Pierre Bonnard, Georges Braque et Henri Matisse), Paris, Maeght, 1947, 23 p. (BNF 32314790)
- Jasmin tu es matelot (ill. Serge Rezvani), Paris, La Moitié Sud, 1948, 60 p. (BNF F32314788)
- Divination d'une barque (ill. Marie-José Servant), Paris, Éditions Saint-Germain-Des-Prés, coll. « Blanche », 1977, 76 p. (ISBN 2-243-00610-3 et 978-2-243-00610-0, ISSN 0339-4476, BNF 34643938)
- Feuillets et lignes drainées du livre Himalaya, Nice, Poésie d'ici, 1980, 20 p. (BNF 34851255)
- Fenêtre vous êtes entrée (préf. Michel Deguy, ill. André Marchand), Paris, Librairie Le Pont de l'Epée, 1982, 66 p. (BNF 34724924)
- Un Puits nommé plongeon (préf. Eugène Guillevic, ill. (d’après) Geer Van Velde), Paris, Librairie Le Pont de l'Épée, 1984, 47 p. (BNF 34864732)
- Le Vide du ciel (trois récits de la vie en Inde), Aléatoire, 1985
- Volatil embonpoint de la mer (ill. Paul Franck), Paris, Le Pont sous l'eau, 1988, 54 p. (ISBN 2-86528-013-6, BNF 34960662)
- Pour fuir les prothèses de l'envol (ill. Henri Goetz), Sauveterre-du-Gard, La Balance, 1989, 20 p.
- La Disparition Fellini (ill. Maurice Rousseau-Leurent,), Cordes-sur-Ciel, Rafael de Surtis, coll. « Pour une terre interdite » (no 4), 1997, 57 p. (ISBN 2-912271-07-X et 978-2912271075, ISSN 1275-1677, BNF 34291342)
- Les mains éblouies : Écrits sur l'art moderne au tournant du demi-siècle, 1945-1950 (préf. Xavier Girard et Adrien Maeght), Nice, Éditions Gilletta, 1997, 171 p. (ISBN 2-903574-21-9)
- Boccata d’ossigeno (ill. Gérard Serée), Nice, Édition de la revue NU(e), 1999, 29 p.[3]
- Changer d’éternité : récits d'émotion en Inde, Cordes-sur-Ciel, Rafael de Surtis, coll. « Pour un ciel désert » (no 14), 2000, 55 p. (ISBN 2-912271-72-X et 9782912271723, ISSN 1275-5516, BNF 41087177)
- L’eau de Venise aux clapots d’alchimie (ill. photogr. de Patricia et Roger Sonnati ; couv. originale de Marie-Claude Bugeaud), Nice, Laure Matarasso, 2002, 43 p. (BNF 38857734)
- Connemara black : homage to Patrick Mac Donogh, Irish poet (trad. Caroline-Jane Williams, préf. Daniel Leuwers), Cordes-sur-Ciel, Rafael de Surtis, coll. « Pour une rivière de vitrail » (no 4), 2003, 70 p. (ISBN 2-84672-032-0 et 9782846720328, BNF 40217641)
- La cravate de la lune (ill. Serge Chamchinov), Granville, Éditions de Serge Chamchinov, coll. « Le plus petit musée du livre / Lune des fleurs », 2016, 32 p.